# Словацька Вікіпедія
Словацька Вікіпедія — розділ Вікіпедії словацькою мовою. Був заснований в жовтні 2004 року. У вересні 2005 року словацька Вікіпедія досягнула 15 тисяч статей, а в серпні 2006 налічувалося вже 50 тисяч.
В середині червня 2007 року ця Вікіпедія налічувала близько 71 тисячі статей, що забезпечувало їй 17 місце у загальному переліку Вікіпедій.
Словацька Вікіпедія станом на 27 березня 2025 року містить 252 962 статті, 261 699 зареєстрованих користувачів, 516 активних дописувачів, 11 адміністраторів
. Загальна кількість сторінок в словацькій Вікіпедії — 584 712, редагувань — 7 984 471, мультимедійні файли відсутні
. Глибина (рівень розвитку мовного розділу) словацької Вікіпедії мала і становить 23.5 пунктів
.
За кількістю статей перебуває на 44-му місці серед усіх мовних розділів та на 8-му серед слов'яномовних розділів Вікіпедії (між болгарською та білоруською (офіційний правопис)).